# Delphacodes sabrina
Delphacodes sabrina är en insektsart som beskrevs av Ronald Gordon Fennah 1958. Delphacodes sabrina ingår i släktet Delphacodes och familjen sporrstritar. Inga underarter finns listade i Catalogue of Life.